# Leonie Beck
Leonie Antonia Beck (* 27. Mai 1997 in Augsburg) ist eine deutsche Schwimmerin. Sie ist mehrfache deutsche Meisterin, nahm bislang an drei Olympischen Sommerspielen (2016, 2020, 2024) teil und ist dreifache Weltmeisterin im Freiwasser (2022, 2023).

## Werdegang
Leonie Beck startet für den Schwimmverein Würzburg 05.

### 2015: Erster Titel Deutsche Meisterschaften
Ihre erste deutsche Meisterschaft in der offenen Klasse gewann Beck als Fünfzehnjährige bei den Deutschen Schwimmmeisterschaften 2012 über 1500 m in 16:41,69 min und schlug dabei die Meisterin des Vorjahres, Isabelle Härle. 2013 wiederholte sie diesen Erfolg in 16:11,88 min. Bei den Deutschen Kurzbahnmeisterschaften 2012 gewann sie sowohl über 400 als auch über 800 m (4:11,29 respektive 8:26,17 min) und steigerte sich 2013 zu einem Dreifacherfolg über 400, 800 und 1500 m (4:04,84, 8:17,50, 15:56,32 min). Auf der Langbahn 2015 gewann sie über 800 m in 8:27,37 min und schlug dabei die Vorjahresgewinnerin Sarah Köhler. Diese Zeit ebenso wie ihr dritter Platz über 1500 m hinter Härle und Köhler bedeuteten zugleich die Normerfüllung für die Schwimmweltmeisterschaften 2015 in Kasan. Bei den Olympischen Sommerspielen 2016 in Rio de Janeiro belegte sie den 25. Platz über 800 m Freistil.
2017 gewann Beck die Gesamtwertung des Freiwasser-Europacups.
Sie qualifizierte sich in der Disziplin für die Olympischen Sommerspiele in Tokio.
Bei den Schwimmweltmeisterschaften 2019 gewann sie über 5 km im Freiwasserschwimmen die Bronzemedaille und qualifizierte sich über 10 km für die Olympischen Spiele in Tokio 2020, die wegen der COVID-19-Pandemie auf 2021 verschoben worden waren, und erreichte den 5. Platz.

### 2022: Erster WM- und EM-Titel
Bei den Weltmeisterschaften 2022 in Budapest wurde Beck im Rahmen der Freiwasserwettbewerbe Weltmeisterin mit der 4-mal-1,5-km-Staffel und Vizeweltmeisterin über 10 km Freiwasser. Bei den knapp einen Monat später stattfindenden Europameisterschaften in Rom siegte sie über die 10-Kilometer-Strecke im unruhigen Meer vor Lido di Ostia in 2:01:13,4 h. Dank eines starken Schlussspurts konnte sie die Lokalmatadorin Ginevra Taddeucci auf Platz zwei verweisen.

### 2023: Doppelweltmeisterin
Bei den Schwimmweltmeisterschaften 2023 in Fukuoka gewann Beck die Freiwasserrennen über zehn Kilometer, wodurch sie sich für die Olympischen Sommerspiele 2024 in Paris qualifizierte, sowie über fünf Kilometer.

## Auszeichnungen
- Sportlerin des Jahres der Stadt Würzburg 2013, 2015, 2017
- Bayerischer Verdienstorden am 9. Oktober 2024